# Bataille de Palmyre (2015)
Pour les articles homonymes, voir bataille de Palmyre.
Guerre civile syrienne
Batailles
La première bataille de Palmyre a lieu du 13 au 21 mai 2015 pendant la guerre civile syrienne. Elle oppose l'État islamique et les forces gouvernementales syriennes et s'achève avec la prise, par les djihadistes, de la ville de Tadmor, dans le gouvernorat de Homs, à l'est de la Syrie.
Le 13 mai 2015, l'État islamique, profitant d'un redéploiement des troupes de l'armée syrienne au nord-ouest du pays, lance une offensive dans le désert syrien, au sud-est du pays. Le mouvement vise l'oasis de Palmyre et s'attache tout d’abord à contrôler Al-Soukhna qui en commande l'accès. Cette dernière ville tombe aux mains des djihadistes le 14 mai et le même jour, Palmyre subit un premier assaut, repoussé le 17 mai. Le 20 mai, les djihadistes lancent un deuxième assaut et s'emparent de la ville le lendemain. C'est la première fois que ce groupe s'empare complètement d'une ville de cette taille tenue par l'armée syrienne.
Avec cette offensive, les objectifs de l'État islamique sont multiples. L'organisation met la main sur deux champs gaziers, par ailleurs Palmyre constitue un nœud routier stratégique au centre du pays, et sa prise permet d'assurer une continuité territoriale avec les positions détenues par l'EI en Irak. Avec cette victoire, elle se rapproche de Homs et de Damas, elle isole encore davantage la garnison de Deir ez-Zor et s'empare d'un vaste arsenal de matériel militaire qui lui permet de tenir pendant plusieurs années,,. L'EI accroît aussi fortement son aura médiatique en libérant la prison de Palmyre, considérée comme la plus terrible du régime syrien, ce qui lui permet d'asseoir son influence sur les groupes salafistes locaux,. D'autre part, en prenant à titre accessoire le contrôle du site archéologique de cette même ville,  classé au patrimoine mondial, elle permet d'augmenter son audience au sein de la communauté internationale, dans une optique de provocation visant à internationaliser le conflit,.

## Contexte
Tadmor, la ville actuelle à proximité du site de Palmyre, est une ville de population majoritairement sunnite, globalement hostile au régime syrien bien qu'une part de la population se soit rangé du côté des forces loyalistes, et dont une partie des militants anti-régime est aussi opposée à une tutelle de l'État islamique. Elle a déjà échappé au contrôle du régime syrien de février à septembre 2013. Placée sous contrôle rebelle, elle avait ensuite été reprise par les armes par l'armée syrienne. Depuis lors, la ville, isolée dans l'est du gouvernorat de Homs avait été préservée des effets directs du conflit, mais souffrait d'un état de tension fort entre les militants sunnites et l'armée. Elle a dû faire face à l'arrivée de milliers de réfugiés en provenance d'autres régions syriennes.
L'offensive de l’État Islamique à Palmyre fait suite au redéploiement le 13 mai 2015  des troupes syriennes dans la province d'Idlib au nord-ouest du pays dans le cadre de la bataille de Jisr al-Choghour qui oppose le régime à  la coalition rebelle de l'Armée de la conquête, ce qui a pour conséquence d'affaiblir ses positions dans d'autres zones du pays. La conquête de Tadmor par l'EI, qui prend un avantage aussi bien sur la rébellion locale qu'une armée régulière affaiblie par les nombreuses désertions sunnites, intervient aussi cinq jours après la prise côté irakien de Ramadi, autre ville d'importance.

## Déroulement

### Prise d'Al-Soukhna par l'État islamique

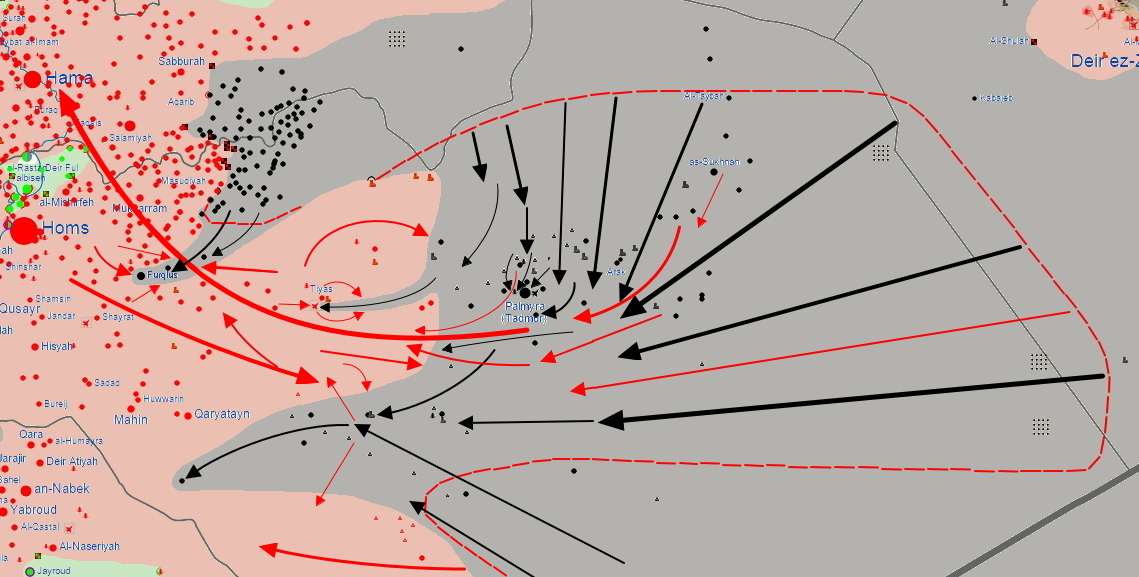
Carte de l'offensive de l'État islamique sur Palmyre.
Contrôlé par le gouvernement syrien et ses alliés
Contrôlé par les rebelles
Contrôlé par l'État islamique

Le 13 mai 2015, les djihadistes de l'État islamique attaquent la ville d'Al-Soukhna, située dans le gouvernorat de Homs entre Deir ez-Zor et Palmyre, et tenue par le régime syrien depuis octobre 2013. Les combats commencent dans la nuit et rapidement les assaillants s'emparent d'une grande partie de la localité. Un premier bilan de l'Observatoire syrien des droits de l'homme (OSDH) fait état d'au moins 28 militaires du régime et 20 hommes de l'EI tués et environ 100 blessés dans les deux camps,,.
D'après l'OSDH, les combats à Al-Soukhna et à l'est de Palmyre ont fait au moins 70 morts du côté des forces du régime et 40 dans les rangs des djihadistes le 14 mai, dont deux chefs. Ces derniers, après leur victoire, ont exécuté 26 civils accusés de soutenir le régime dans la ville d'Al-Soukhna et dans le village d'Al-Ameria situé au nord de Palmyre,,. Le bilan passe ensuite à 55 djihadistes tués, dont un chef ; Abou Malek Anas al-Nachwan.
La ville d'Al-Soukhna est conquise par les djihadistes et plus de 1 800 familles s'enfuient vers Palmyre. Dans le même temps, l'État islamique poursuit son offensive en direction de cette ville, située à environ 80 kilomètres au sud-ouest d'Al-Soukhna. Tous les postes de l'armée situés entre ces deux villes sont pris par les djihadistes.

### Assauts sur Palmyre

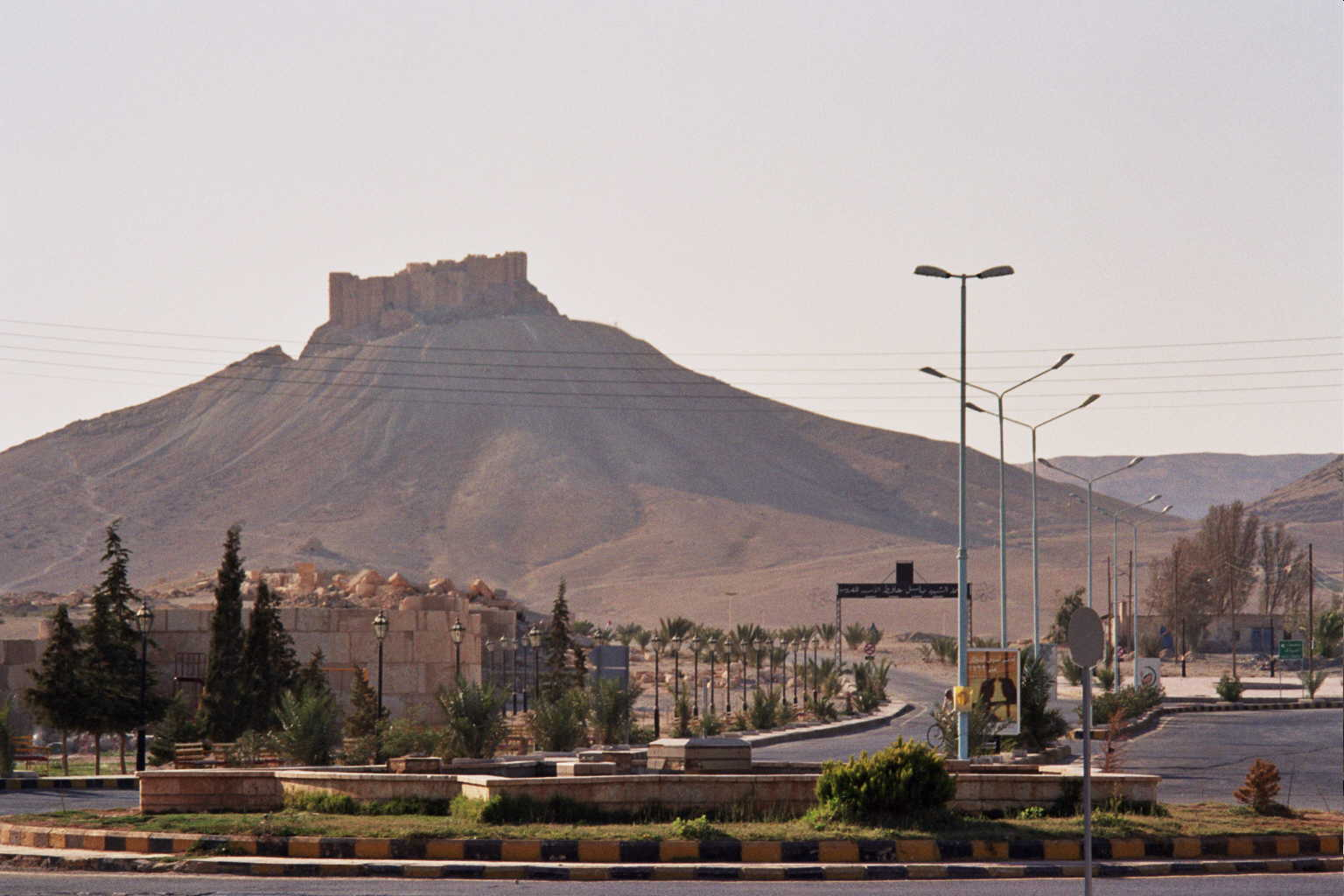
Vue de la citadelle en 2005.

Le 14 mai, les combats gagnent la ville de Tadmor, peuplée de 60 000 à 70 000 habitants et plus connue sous le nom de Palmyre,. Prise aux rebelles par les loyalistes en septembre 2013, la ville est tenue par l'armée syrienne soutenue par les Forces de défense nationale et des combattants de la tribu des Al-Cheitaat.
Le 15 mai, les combats ont lieu à deux kilomètres de Palmyre. Ce jour-là selon l'OSDH, au moins dix hommes de l'EI et trois soldats loyalistes sont tués dans les combats tandis que 23 civils, dont neuf enfants, sont massacrés par les djihadistes,. Le 16 mai, les djihadistes lancent une attaque massive, ils parviennent à entrer dans la ville et s'emparent de larges zones de sa partie du nord,,. Les combats se poursuivent près de la citadelle.
Le 16, l'armée syrienne envoie d'importants renforts depuis Homs et commence la contre-offensive. Le 17 mai, les combats se concentrent à l'est de la ville, autour de la prison, et au nord-est, dans le champ gazier d'al-Hél. Mais grâce à l'intervention massive de l'aviation et des hélicoptères, l'armée syrienne parvient à repousser les djihadistes et reprend la partie nord de Palmyre,. Pendant la retraite, un convoi de 80 véhicules de l'EI est visé par une quinzaine de raids aériens et subit des pertes importantes. Cependant les djihadistes tiennent toujours le village d'al-Aamiriyyi au nord de la ville, et s'emparent des champs gaziers d'al-Hél et d'al-Ark et toute la zone située entre Palmyre et Al-Soukhna,. Des escarmouches se poursuivent dans les jours qui suivent, des petits groupes de djihadistes harcèlent les troupes loyalistes pour les empêcher de consolider leurs positions défensives.
Le 20 mai, les forces de l'EI repassent à l'attaque et parviennent à nouveau à entrer dans la partie nord de Palmyre. Un tiers de la ville tombe aux mains des djihadistes en début de journée, dont le bâtiment de la sécurité de l'État,,. Le régime envoie à nouveau des renforts. En fin de journée, les djihadistes contrôlent la quasi-totalité de la ville mais la prison à l'est et le siège des services de renseignement militaires à l'ouest restent tenus par un grand nombre de soldats des forces loyalistes. Une partie de l'armée et des civils se replient en revanche vers le sud,,.
Le soir du 20 mai et le matin du 21, les forces loyalistes abandonnent leurs positions et se retirent vers Homs. Les djihadistes s'emparent du siège des renseignements militaires, de l'aéroport militaire, de la prison et du site archéologique. La prise de la prison de Palmyre, symbole de la terreur du régime de Bachar el-Assad, notamment en raison du massacre de la prison de Tadmor en 1980, a une portée très emblématique aux yeux des Syriens. La plupart des détenus cependant, sont transférés vers d'autres prisons avant la chute de la ville,,,,.
Pour la société Stratfor et l'Institute for the Study of War, la défaite s'explique par le transfert des troupes du régime de la province de Homs à la province d'Idlib pour faire face à l'avancée des rebelles, ce qui l'a rendu vulnérable à l'est du territoire,. Après la reprise de Palmyre par le régime en mars 2016, l'universitaire Jean-Pierre Filiu avance que la défaite du régime, en position de force sur le plan matériel, est volontaire en raison à la fois du passif avec la population locale, qui s'est opposée à lui dès 2011, et de sa volonté stratégique de présenter l'EI comme un épouvantail, ce qui lui permet paradoxalement de renforcer sa propre position sur le plan international. Au même moment, le journaliste Christophe Ayad, responsable du service international du Monde, qualifie la défaite du régime d'« humiliante, voire suspecte ».

## Les pertes
Le 17 mai, l'OSDH affirme que les pertes dans les combats à Palmyre et Al-Soukhna sont de 123 tués du côté des militaires et des miliciens loyalistes, de 135 morts chez les djihadistes et de 57 civils tués, dont 49 ayant été exécutés par l'EI et huit morts dans les bombardements,.
Le même jour des officiels syriens, dont Talal Barazi, le gouverneur de la province de Homs, affirment que 130 djihadistes ont été tués. De son côté l'État islamique revendique la mort de 170 soldats loyalistes,.
Le 18, le bilan des pertes loyalistes monte à 167 tués selon l'OSDH, dont 18 officiers. Le général d'état-major Haydar Asaad figure parmi les morts.
Le 21 mai, l'OSDH affirme que la bataille a fait au moins 241 morts chez les loyalistes, 150 du côté des djihadistes et qu'au moins 71 civils ont été tués.
Le 22, l'OSDH ajoute que les combats livrés du 18 au 20 mai à al-Jazal, au nord-ouest de Palmyre, près du champ gazier d'Al-Chaer, ont fait au moins 48 morts et 150 blessés dans les rangs de l'armée et 30 tués du côté des djihadistes. Au 24 mai, le bilan est d'au moins 300 morts pour les loyalistes selon l'OSDH,.

## Massacres pendant et après les combats
Au cours de l'offensive, les djihadistes de l'État islamique commettent des massacres qui s'intensifient après la prise de la ville. Le 17 mai, l'OSDH déclare que 49 civils ont été exécutés par l'EI ; 26 accusés d'avoir coopéré avec le régime ont été tués le 15 mai à Al-Soukhna et dans le village d'al-Aamiriyyi, au nord de Palmyre, dont 10 par décapitation, et 23 autres civils, dont cinq femmes et neuf enfants ou adolescents, membres de familles de fonctionnaires du régime, ont également été mis à mort dans le village d'al-Aamiriyyi,. Le 21 mai, 17 prisonniers, dont des militaires et des miliciens, sont exécutés à Tadmor, certains sont décapités.
Le 24, l'agence Sana affirme que les djihadistes ont massacré 400 civils à Palmyre après la chute de la ville, dont plusieurs dizaines de fonctionnaires, des femmes et des enfants.
Selon le bilan de l'OSDH, donné le même jour, au moins 217 personnes ont été exécutés depuis le 16 mai par les djihadistes à Palmyre, Al-Soukhna et leurs environs. 67 civils, dont 14 enfants et 12 femmes ont été mis à mort, ainsi que 150 soldats, miliciens et agents du régime, tués par balles ou par décapitation. L'OSDH indique qu'à ce moment, l'État islamique détient 600 prisonniers,.
Le 27 mai, selon l'OSDH, l'État islamique exécute par balles dans le théâtre romain, devant une foule rassemblée, 20 hommes accusés d'être des alaouites ayant combattu pour le régime,. Le 4 juillet, l'EI diffuse la vidéo de l'exécution de 25 prisonniers dans le théâtre romain, tués par balles par 25 adolescents.
Le 18 août, Khaled Assad, ancien directeur du site archéologique de Palmyre, est décapité par l'État islamique et son corps est accroché à une colonne sur une place de la ville,,.
Le 1er avril 2016, quelques jours après la reprise de Palmyre par les loyalistes, 42 corps sont découverts dans une fosse commune — 24 civils dont 3 enfants et 18 militaires — exécutés par balles ou décapités, selon une source militaire de l'AFP. D'après l'OSDH, il s'agit d'officiers de l'armée syrienne et de membres de leurs familles.
Selon l'OSDH, au moins 280 personnes ont été exécutées à Palmyre pendant les dix mois de l'occupation djihadiste.

## Suites et conséquences
Le 21 mai, dans la soirée, l'EI s'empare du poste-frontière d'al-Tan — ou al-Tanf ou al-Tanaf — à 240 kilomètres au sud-est de Palmyre. La garnison loyaliste abandonne le poste sans combattre, le régime syrien n'a alors plus aucun contrôle sur sa frontière avec l'Irak. Le 22, ils s'emparent du champ gazier T3, c'est le troisième qui tombe entre leurs mains dans les environs de Palmyre,.
Après sa victoire à Palmyre, l'État islamique contrôle la moitié du territoire syrien, soit 95 000 km2. Il s'agit cependant de régions peu peuplées, selon le géographe français Fabrice Balanche, 10 à 15 % de la population syrienne vit alors sur les territoires contrôlés par l'EI.
Le 22, dans la matinée, des troupes de l'armée syrienne en retraite de Palmyre tombent dans une embuscade de l'EI près de Furqlus, à l'est de Homs. L'État islamique affirme dans un communiqué avoir tué 50 soldats du régime,,.
Le 25, l'aviation loyaliste mène des raids aériens sur 160 objectifs à Palmyre, Al-Soukhna et aux champs gaziers d'al-Hél et d'al-Ark. Selon l'OSDH au moins quatre civils sont tués, des dizaines d'autres blessés. L'EI perd également des combattants, la télévision officielle syrienne affirme qu'une cinquantaine de « terroristes » ont été tués,.
Dans les jours qui suivent prise de la ville, les djihadistes prennent également le contrôle des mines de phosphate d'al-Sharqiya et de Khunayfis, dont l'État attendait 160 millions de dollars de recettes à l'exportation pour 2015,,.
Le 30 mai, les djihadistes font exploser la prison de Palmyre. Selon Wassim Nasr, journaliste de France 24 : « à Palmyre, le but de l'EI a toujours été la prison. En la détruisant, ils se posent en libérateurs de l’oppression du régime des Assad, ce qui est conforme à leur stratégie ».
À la mi-juin, l'armée syrienne reprend le contrôle du champ pétrolier de Jazal, au nord-ouest de Palmyre. Puis le 22, elle s'empare de la localité d'al-Biyarat al-Gharbiya, à 10 kilomètres à l'ouest de Palmyre, ce qui lui permet de sécuriser une route de transport de pétrole. La ville et le champ pétrolier de Jazal sont repris par l'EI le 7 septembre,.
Le 6 octobre, selon la télé syrienne et l'Observatoire syrien des droits de l'homme, un raid de l'aviation russe sur et autour de la ville de Palmyre aurait détruit 20 véhicules et 3 dépôts d'armes de l'Etat islamique,. Mais aucun avion russe n'a bombardé Palmyre a déclaré un responsable du ministère russe de la Défense.
Le poste-frontière d'al-Tanaf est pris le soir du 4 mars 2016, par des rebelles de la Nouvelle armée syrienne venus de Jordanie et soutenus par les frappes de la coalition. Cependant les djihadiste de l'EI contre-attaquent et reprennent le poste-frontière le 6 mars,,.

## Sort des antiquités

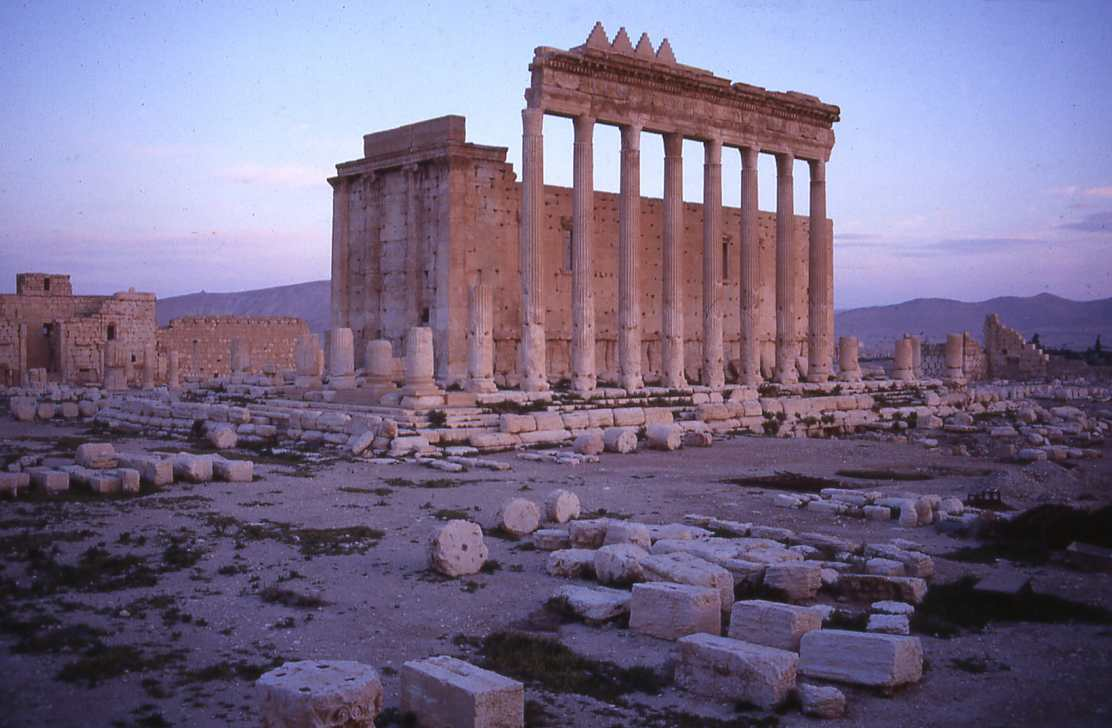
Vue du temple de Baal en 1992.

L'oasis de Palmyre est célèbre pour son site archéologique gréco-romain, situé au sud-ouest de la ville contemporaine (Tadmor) et classé au patrimoine mondial,. Le temple de Baal, l'un des vestiges les plus emblématiques du site, a déjà subi des dommages en septembre 2013 durant les échanges d'artillerie ayant accompagné la reprise de la ville, alors tenue par les rebelles, par le régime syrien.
La conquête de Palmyre par l'État islamique fait craindre des destructions supplémentaires,,,. En effet, cette organisation est déjà responsable des destructions des ruines de Nimroud et Hatra. Irina Bokova, directrice-générale de l'Unesco, appelle à « protéger Palmyre et à tout mettre en œuvre pour empêcher sa destruction ».
Le régime syrien a fait procéder, en prévision de la retraite de ses troupes, à l'évacuation de nombreux artéfacts du site, afin de les placer en lieu sûr. L'accent a été mis sur la préservation des représentations figurées, en particulier les statues. En effet, les autorités chargées de la préservation du patrimoine syrien craignent que l’État islamique, fidèle à la tradition iconoclaste de l'islam sunnite, ne s'en prenne en premier lieu à ce type d'objets.
Le 29 mai, Abou Leith al-Saoudi, chef des forces de l'État islamique à Palmyre déclare que les statues seront détruites par les djihadistes mais que la ville antique sera épargnée : « Au sujet de la ville historique, nous la préserverons et ne lui ferons subir aucun dommage inch’Allah, en revanche nous pulvériserons les statues que les mécréants adoraient auparavant. Nous ne toucherons pas aux monuments avec nos bulldozers contrairement à ce que certains disent »,.
Le 21 juin, l'Observatoire syrien des droits de l'homme (OSDH) annonce que les djihadistes de l'État Islamique ont miné le site. En août, ils rasent le temple de Baalshamin et le temple de Baal, vieux de 2 000 ans.

## Vidéographie
- « Vidéo amateur des affrontements à Palmyre, en Syrie »(Archive.org • Wikiwix • Archive.is • Google • Que faire ?), Le Monde
- « Les images de l’État islamique dans Palmyre, en Syrie »(Archive.org • Wikiwix • Archive.is • Google • Que faire ?), Le Monde
- « Les ravages du groupe État islamique en Syrie et en Irak », Francetv info